# Engoulevent du Mozambique
Caprimulgus fossii
Espèce
Statut de conservation UICN

 LC  : Préoccupation mineure
L'Engoulevent du Mozambique (Caprimulgus fossii) est une espèce d'oiseaux de la famille des Caprimulgidae.

## Répartition
Cet oiseau peuple le sud de l'Afrique subsaharienne, notamment le miombo.

## Description

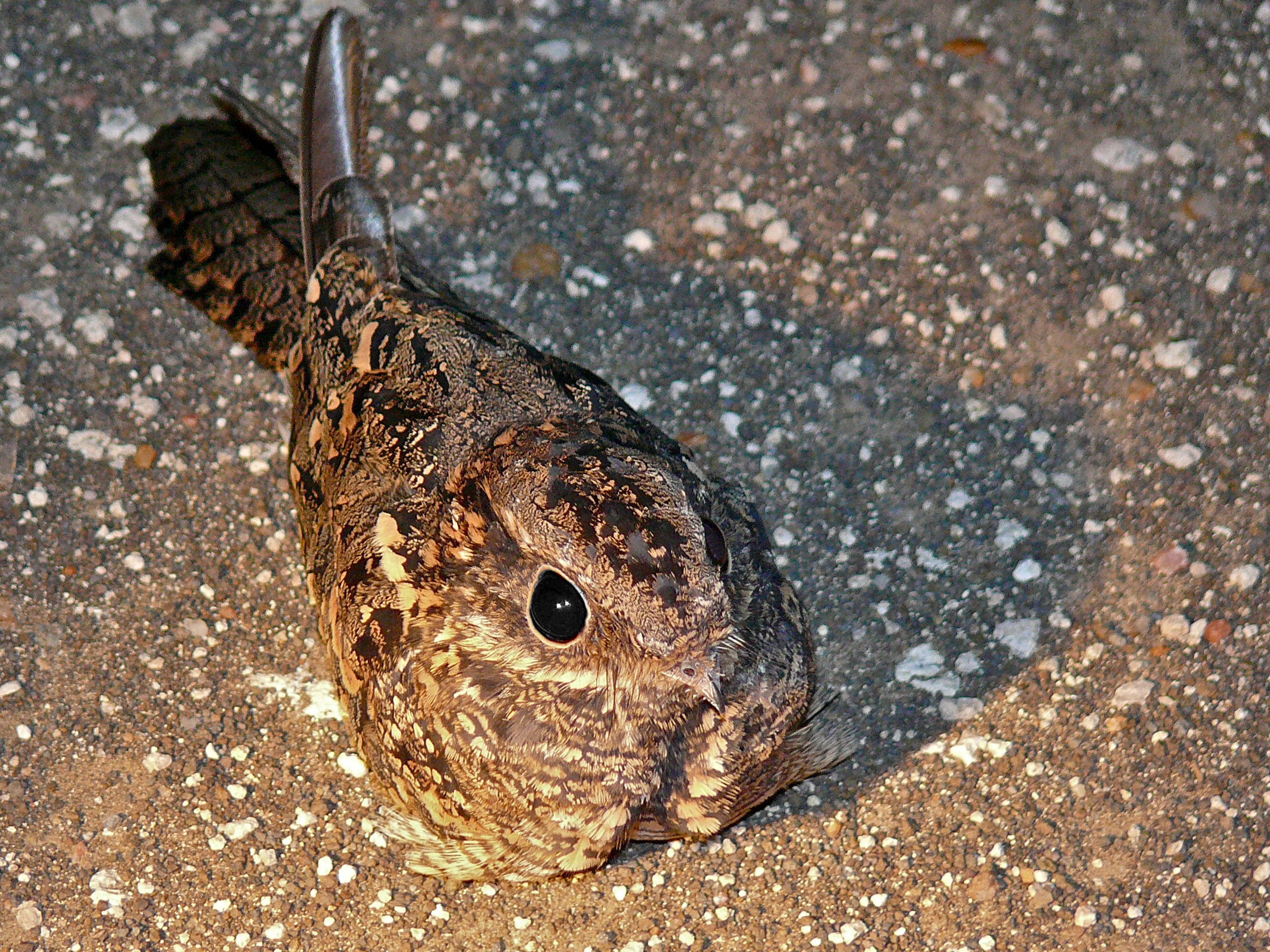

## Systématique
Le nom valide complet (avec auteur) de ce taxon est Caprimulgus fossii Hartlaub, 1857.

### Liste des sous-espèces
Selon GBIF (27 décembre 2023) :
- Caprimulgus fossii subsp. fossii
- Caprimulgus fossii subsp. griseoplurus Clancey, 1965
- Caprimulgus fossii subsp. welwitschii Barboza du Bocage, 1867